# 이원표
이원표(1990년 3월 28일 ~ )는 대한민국의 전직 스타크래프트 II 프로게이머이다. 종족은 저그이며, 아이디는 Curious이다. 소속팀은 아프리카 프릭스 .
2007년 하반기 드래프트에서 KT 롤스터의 4차 지명으로 입단하였다.
2010년 스타크래프트 II 출시 직후 스타테일에 입단하여 2017년까지 약 7년동안 스타테일의 스타크래프트 II 프로게이머로 활동하였다.
2015년 4월 28일 스타테일의 네이밍 스폰서 후원 계약 체결로 인하여 스베누 소속이 되었다.
2016년 1월 23일 아프리카TV의 스베누 스타크래프트 II 게임단 인수로 인하여 아프리카 프릭스 소속이 되었다. 2017년 8월 26일 은퇴를 선언하였다.

## 주요 성적
스타크래프트 II : 티어2 개인리그 우승 1회

### 스타크래프트
- 2006 제27회 커리지매치 입상

### 스타크래프트 II
- 2011 2세대 인텔 코어 GSL Mar. 코드 A 32강
- 2011 펩시 GSL July. 코드 A 32강
- 2011 Sony Ericsson GSL Oct. 코드 A 우승 (전승 우승)
- 2011 Sony Ericsson GSL Nov. 코드 S 32강/코드 A 12강
- 2012 HOT6 GSL Season 1 코드 S 16강/코드 A 12강
- 2012 HOT6 GSL Season 2 코드 S 32강/코드 A 32강
- IPL 4 9-12th
- 2012 무슈제이 GSL Season 3 승강전/코드 S 32강/코드 A 12강
- TeamLiquid StarLeague Season 4 8강
- 배틀넷 월드 챔피언쉽 시리즈 SC2 2012 한국대표 선발전 공동 9위
- 2012 HOT6 GSL Season 4 코드 S 16강/코드 A 12강
- 배틀넷 월드 챔피언쉽 시리즈 SC2 2012 아시아 컨티넨탈 공동 5위
- 2012 HOT6 GSL Season 5 코드 S 16강/코드 A 12강
- 배틀넷 월드 챔피언쉽 시리즈 SC2 2012 그랜드파이널 상하이 16강
- 2013 HOT6 GSL Season 1 코드 S 4강
- 2013 WCS 코리아 2013 시즌 1 망고식스 글로벌 스타크래프트 II 리그 코드S 32강
- 2013 WCS Korea Season 1 챌린저리그 32강
- 2013 Numericable M-House Cup 2 우승
- 2013 WCS 코리아 시즌 2 옥션 올킬 스타리그 32강
- 2013 WCS 코리아 시즌 2 챌린저리그 24강
- WCG 2013 한국대표선발전 스타크래프트 ll 부문 16강
- 2013 WCS 코리아 시즌 3 챌린저리그 48강
- IEM Season VIII - New York 4강
- 2013 Numericable M-House Cup 3 3위
- 조이기어 ESTV컵 시즌1 4강
- 2014 WCS 코리아 시즌 1 핫식스 글로벌 스타크래프트 II 리그 코드 S 16강
- 2014 WCS 코리아 시즌 2 핫식스 글로벌 스타크래프트 II 리그 코드 A 48강
- 2015 글로벌 스타크래프트 II 리그 시즌 1 코드 S 32강
- 2015 스베누 글로벌 스타크래프트 II 리그 시즌 2 코드 S 4강
- 롯데홈쇼핑 2015 KeSPA컵 시즌2 16강
- 2015 DreamHack Open: Valencia 우승 (3:0 방태수)
- 2015 핫식스 글로벌 스타크래프트 II 리그 시즌 3 코드 S 32강
- 2015 DreamHack Open: Stockholm 8강
- 2016 핫식스 글로벌 스타크래프트 II 리그 시즌 1 코드 S 16강
- 2016 핫식스 글로벌 스타크래프트 II 리그 시즌 2 코드 A 48강
- 스타크래프트 II 스타리그 2016 시즌2 챌린지 24강
- 2017 핫식스 글로벌 스타크래프트 II 리그 시즌 1 코드 S 32강
- 2017 핫식스 글로벌 스타크래프트 II 리그 시즌 2 코드 S 32강
- 2017 핫식스 글로벌 스타크래프트 II 리그 시즌 3 코드 S 32강